# Пакстанг (Пенсільванія)
Пакстанг (англ. Paxtang) — місто (англ. borough) в США, в окрузі Дофін штату Пенсільванія. Населення — 1648 осіб (2020).

## Географія
Пакстанг розташований за координатами 40°15′44″ пн. ш. 76°50′3″ зх. д. / 40.26222° пн. ш. 76.83417° зх. д. (40.262348, -76.834241).  За даними Бюро перепису населення США в 2010 році місто мало площу 1,05 км², уся площа — суходіл.

## Демографія
Згідно з переписом 2010 року, у селищі мешкала 1561 особа в 660 домогосподарствах у складі 415 родин. Густота населення становила 1485 осіб/км².  Було 698 помешкань (664/км²).
Расовий склад населення:
| - 79,0 % — білих - 10,6 % — чорних або афроамериканців - 1,9 % — азіатів - 0,1 % — корінних американців - 3,8 % — осіб інших рас |

До двох чи більше рас належало 4,5 %. Частка іспаномовних становила 9,1 % від усіх жителів.
За віковим діапазоном населення розподілялося таким чином: 24,2 % — особи молодші 18 років, 65,1 % — особи у віці 18—64 років, 10,7 % — особи у віці 65 років та старші. Медіана віку мешканця становила 37,6 року. На 100 осіб жіночої статі у селищі припадало 93,0 чоловіків;  на 100 жінок у віці від 18 років та старших — 87,3 чоловіків також старших 18 років.
Середній дохід на одне домашнє господарство  становив 72 674 долари США (медіана — 62 750), а середній дохід на одну сім'ю — 84 829 доларів (медіана — 80 163). Медіана доходів становила 55 972 долари для чоловіків та 48 750 доларів для жінок. За межею бідності перебувало 5,1 % осіб, у тому числі 9,8 % дітей у віці до 18 років та 3,0 % осіб у віці 65 років та старших.
Цивільне працевлаштоване населення становило 797 осіб. Основні галузі зайнятості: освіта, охорона здоров'я та соціальна допомога — 20,8 %, публічна адміністрація — 18,8 %, фінанси, страхування та нерухомість — 13,3 %, мистецтво, розваги та відпочинок — 9,4 %.